# هانس إيبرهارد لورينز
هانس إيبرهارد لورينز (بالألمانية: Hans Eberhard Lorenz)‏ هو قاضي ألماني، ولد في 3 مارس 1951.